# Sophonisba Angusciola Peale
Sophonisba Angusciola Peale, detta Sopy (Filadelfia, 24 aprile 1786 – Upper Darby, 26 ottobre 1859), è stata un'ornitologa e artista statunitense.
Fu anche una nota produttrice di produttrice di trapunte, ed esempi del suo lavoro sono esposti presso il Philadelphia Museum of Art, inoltre è riconosciuta come la prima donna ad aver raccolto e preparato esemplari di uccelli per scopi scientifici.

## Gioventù
Peale nacque a Filadelfia nel 1786 dal genio universale Charles Willson Peale (1741-1827) e da sua moglie Rachel Brewer Peale (1744-1790). Deve il suo nome alla pittrice rinascimentale italiana Sofonisba Anguissola (1532-1625). Crebbe circondata dalla collezione di storia naturale presente nel museo del padre (Peale's Philadelphia Museum), che includeva centinaia di esemplari di uccelli. Tale collezione venne poi spostata dapprima al Philosophical Hall nel 1794, ed in seguito alla Pennsylvania State House (ora nota come Indipendence Hall) nel 1802, quando la Peale aveva 16 anni.

## Ornitologia
Durante la primavera del 1803, Peale imparò dal padre l'arte di raccogliere e preparare esemplari di uccelli tramite l'utilizzo di arsenico. Il 31 maggio 1803 il padre descrisse queste attività ai fratelli di Sophonisba Rembrandt e Rubens:
Rubens rispose al padre il 20 luglio 1803:
Durante l'epidemia di febbre gialla che afflisse Filadelfia in durante l'estate e l'autunno del 1803, Sophonisba e il padre rimasero in città e lavorarono alla restaurazione del museo. La donna si dedicò inoltre per diversi mesi all'incisione su cornici in legno, scrivendo nomenclatura binomiale (seguendo la tassonomia linneana) e nomi comuni in inglese e francese di uccelli, basandosi su un manoscritto di Palisot de Beauvois del tardo '700. Queste cornici avrebbero poi dovuto rivestire le teche contenenti gli uccelli imbalsamati. Il 7 agosto 1803 Charles scrisse al figlio:
Nel 1804, poco tempo dopo che la Peale ebbe terminato la sua opera di catalogazione, Charles stampò un riepilogo della collezione di uccelli in un pamphlet dal titolo A Guide to the Philadelphia Museum (Una guida al museo di Filadelfia):

## Vita privata
Sophonisba Angusciola Peale sposò nel 1805 Coleman Sellers (1781-1834), ingegnere e inventore. I due ebbero due figlie e quattro figli, tra i quali George Escol Sellers (1808-1899) e Coleman Sellers II (1827-1907).

## Morte
Sophonisba Angusciola (Peale) Sellers morì a Upper Darby il 26 ottobre 1859, all'età di 73 anni. Venne sepolta in una tomba di famiglia presso il New Jerusalem Burial Ground. Più tardi le sue spoglie furono trasferite al West Laurel Hill Cemetery di Bala Cynwyd, dove riposa anche suo figlio Coleman Sellers II.